# Canton de Trouy
Le canton de Trouy est une circonscription électorale française du département du Cher créée par le décret du 21 février 2014 et entrée en vigueur lors des élections départementales de 2015.

## Histoire
Un nouveau découpage territorial du Cher entre en vigueur en mars 2015, défini par le décret du 21 février 2014, en application des lois du 17 mai 2013 (loi organique 2013-402 et loi 2013-403). Les conseillers départementaux sont, à compter de ces élections, élus au scrutin majoritaire binominal mixte. Les électeurs de chaque canton élisent au Conseil départemental, nouvelle appellation du Conseil général, deux membres de sexe différent, qui se présentent en binôme de candidats. Les conseillers départementaux sont élus pour 6 ans au scrutin binominal majoritaire à deux tours, l'accès au second tour nécessitant 12,5 % des inscrits au 1er tour. En outre la totalité des conseillers départementaux est renouvelée. Ce nouveau mode de scrutin nécessite un redécoupage des cantons dont le nombre est divisé par deux avec arrondi à l'unité impaire supérieure si ce nombre n'est pas entier impair, assorti de conditions de seuils minimaux. Dans le Cher, le nombre de cantons passe ainsi de 35 à 19. Le nouveau canton de Trouy est formé de communes des anciens cantons de Châteauneuf-sur-Cher et de Levet.

## Représentation
| Période élective | Période élective | Mandat | Mandat   | Identité        | Nuance | Nuance | Qualité |
| ---------------- | ---------------- | ------ | -------- | --------------- | ------ | ------ | --- |
| 2015             | 2021             | 2015   | 2021     | Patrick Barnier |        | DVD    | Ingénieur Maire de Plaimpied-Givaudins 8ème Vice-Président du Conseil départemental                                                 |
| 2015             | 2021             | 2015   | 2021     | Corinne Charlot |        | DVD    | Responsable en ressources humaines Ancienne conseillère municipale de Trouy                                                         |
| 2021             | 2028             | 2021   | en cours | Patrick Barnier |        | DVD    | Conseiller sortant, 1er vice-président chargé de l’aménagement du territoire (haut débit, DSI, agriculture), enseignement supérieur |
| 2021             | 2028             | 2021   | en cours | Florence Pierre |        | UDI    | Secrétaire comptable, conseillère municipale déléguée de Châteauneuf-sur-Cher                                                       |

### Résultats détaillés

#### Élections de mars 2015
À l'issue du 1er tour des élections départementales de 2015, deux binômes sont en ballottage : Patrick Barnier et Corinne Charlot (Union de la Droite, 31,71 %) et Monique Battavoine et Christophe Orange (FN, 26,89 %). Le taux de participation est de 53,76 % (6 532 votants sur 12 151 inscrits) contre 51 % au niveau départementalet 50,17 % au niveau national.
Au second tour, Patrick Barnier et Corinne Charlot (Union de la Droite) sont élus avec 66,65 % des suffrages exprimés et un taux de participation de 52,64 % (3 693 voix pour 6 397 votants et 12 153 inscrits).

#### Élections de juin 2021
Le premier tour des élections départementales de 2021 est marqué par un très faible taux de participation (33,26 % au niveau national). Dans le canton de Trouy, ce taux de participation est de 34,75 % (4 283 votants sur 12 325 inscrits) contre 32,99 % au niveau départemental. À l'issue de ce premier tour, deux binômes sont en ballottage : Patrick Barnier et Florence Pierre (Union des démocrates et indépendants, 47,01 %) et Bruno Maréchal et Marie-Thérèse Petit (Union au centre et à gauche, 28,85 %).
Le second tour des élections est marqué une nouvelle fois par une abstention massive équivalente au premier tour. Les taux de participation sont de 34,3 % au niveau national, 34,03 % dans le département et 34,83 % dans le canton de Trouy. Patrick Barnier et Florence Pierre (Union des démocrates et indépendants) sont élus avec 62 % des suffrages exprimés (2 392 voix pour 4 295 votants et 12 330 inscrits),,.

## Composition
Le nouveau canton de Trouy comprenait vingt-quatre communes entières à sa création.
À la suite de la fusion, au 1er janvier 2019, de Corquoy et de Sainte-Lunaise pour former la commune de Corquoy, le nombre de communes descend à 23.
| Nom                           | Code Insee | Intercommunalité             | Superficie (km2) | Population (dernière pop. légale) | Densité (hab./km2) | Modifier                                    |
| ----------------------------- | ---------- | ---------------------------- | ---------------- | --------------------------------- | ------------------ | ------------------------------------------- |
| Trouy (bureau centralisateur) | 18267      | CA Bourges Plus              | 23,19            | 4 034 (2022)                      | 174                | modifier les données · modifier les données |
| Annoix                        | 18006      | CA Bourges Plus              | 11,79            | 251 (2022)                        | 21                 | modifier les données · modifier les données |
| Arçay                         | 18008      | CA Bourges Plus              | 18,32            | 488 (2022)                        | 27                 | modifier les données · modifier les données |
| Chambon                       | 18046      | CC Arnon Boischaut Cher      | 13,91            | 154 (2022)                        | 11                 | modifier les données · modifier les données |
| Châteauneuf-sur-Cher          | 18058      | CC Arnon Boischaut Cher      | 21,97            | 1 362 (2022)                      | 62                 | modifier les données · modifier les données |
| Chavannes                     | 18063      | CC Arnon Boischaut Cher      | 24,06            | 153 (2022)                        | 6,4                | modifier les données · modifier les données |
| Corquoy                       | 18073      | CC Arnon Boischaut Cher      | 36,57            | 199 (2022)                        | 5,4                | modifier les données · modifier les données |
| Crézançay-sur-Cher            | 18078      | CC Arnon Boischaut Cher      | 7,65             | 62 (2022)                         | 8,1                | modifier les données · modifier les données |
| Lapan                         | 18122      | CC Arnon Boischaut Cher      | 10,50            | 226 (2022)                        | 22                 | modifier les données · modifier les données |
| Levet                         | 18126      | CC Arnon Boischaut Cher      | 25,97            | 1 367 (2022)                      | 53                 | modifier les données · modifier les données |
| Lissay-Lochy                  | 18129      | CA Bourges Plus              | 22,06            | 226 (2022)                        | 10                 | modifier les données · modifier les données |
| Plaimpied-Givaudins           | 18180      | CA Bourges Plus              | 40,51            | 2 104 (2022)                      | 52                 | modifier les données · modifier les données |
| Saint-Caprais                 | 18201      | CC FerCher - Pays Florentais | 14,42            | 757 (2022)                        | 52                 | modifier les données · modifier les données |
| Saint-Just                    | 18218      | CA Bourges Plus              | 15,12            | 646 (2022)                        | 43                 | modifier les données · modifier les données |
| Saint-Loup-des-Chaumes        | 18221      | CC Arnon Boischaut Cher      | 18,55            | 285 (2022)                        | 15                 | modifier les données · modifier les données |
| Saint-Symphorien              | 18236      | CC Arnon Boischaut Cher      | 9,54             | 133 (2022)                        | 14                 | modifier les données · modifier les données |
| Senneçay                      | 18248      | CC Le Dunois                 | 14,47            | 451 (2022)                        | 31                 | modifier les données · modifier les données |
| Serruelles                    | 18250      | CC Arnon Boischaut Cher      | 7,51             | 67 (2022)                         | 8,9                | modifier les données · modifier les données |
| Soye-en-Septaine              | 18254      | CC La Septaine               | 18,57            | 582 (2022)                        | 31                 | modifier les données · modifier les données |
| Uzay-le-Venon                 | 18268      | CC Arnon Boischaut Cher      | 34,60            | 410 (2022)                        | 12                 | modifier les données · modifier les données |
| Vallenay                      | 18270      | CC Arnon Boischaut Cher      | 25,66            | 694 (2022)                        | 27                 | modifier les données · modifier les données |
| Venesmes                      | 18273      | CC Arnon Boischaut Cher      | 31,76            | 788 (2022)                        | 25                 | modifier les données · modifier les données |
| Vorly                         | 18288      | CA Bourges Plus              | 18,84            | 248 (2022)                        | 13                 | modifier les données · modifier les données |
| Canton de Trouy               | 1817       |                              | 465,54           | 15 687 (2022)                     | 34                 | modifier les données                        |

## Démographie
En 2022, le canton comptait 15 687 habitants, en évolution de −0,45 % par rapport à 2016 (Cher : −2,48 %, France hors Mayotte : +2,11 %).
| 2013   | 2018   | 2022   |
| ------ | ------ | ------ |
| 15 592 | 15 766 | 15 687 |